# Сердюк Ярослав Васильович
Сердюк Ярослав Васильович (* 21 червня 1990) — український футболіст, півзахисник.

## Біографія
Вихованець ДЮСШ «Десни». Дебютував в іграх чемпіонату України за головну команду клубу 21 червня 2007 року в матчі проти київської «Оболоні» (поразка 0:3). У 2014 році повернувся в «Десну».